# Hinojosas de Calatrava
Hinojosas de Calatrava – gmina w Hiszpanii, w prowincji Ciudad Real, w Kastylii-La Mancha, o powierzchni 102,52 km². W 2011 roku gmina liczyła 527 mieszkańców.